# Luigi Ferdinando Tagliavini
Pour les articles homonymes, voir Tagliavini.

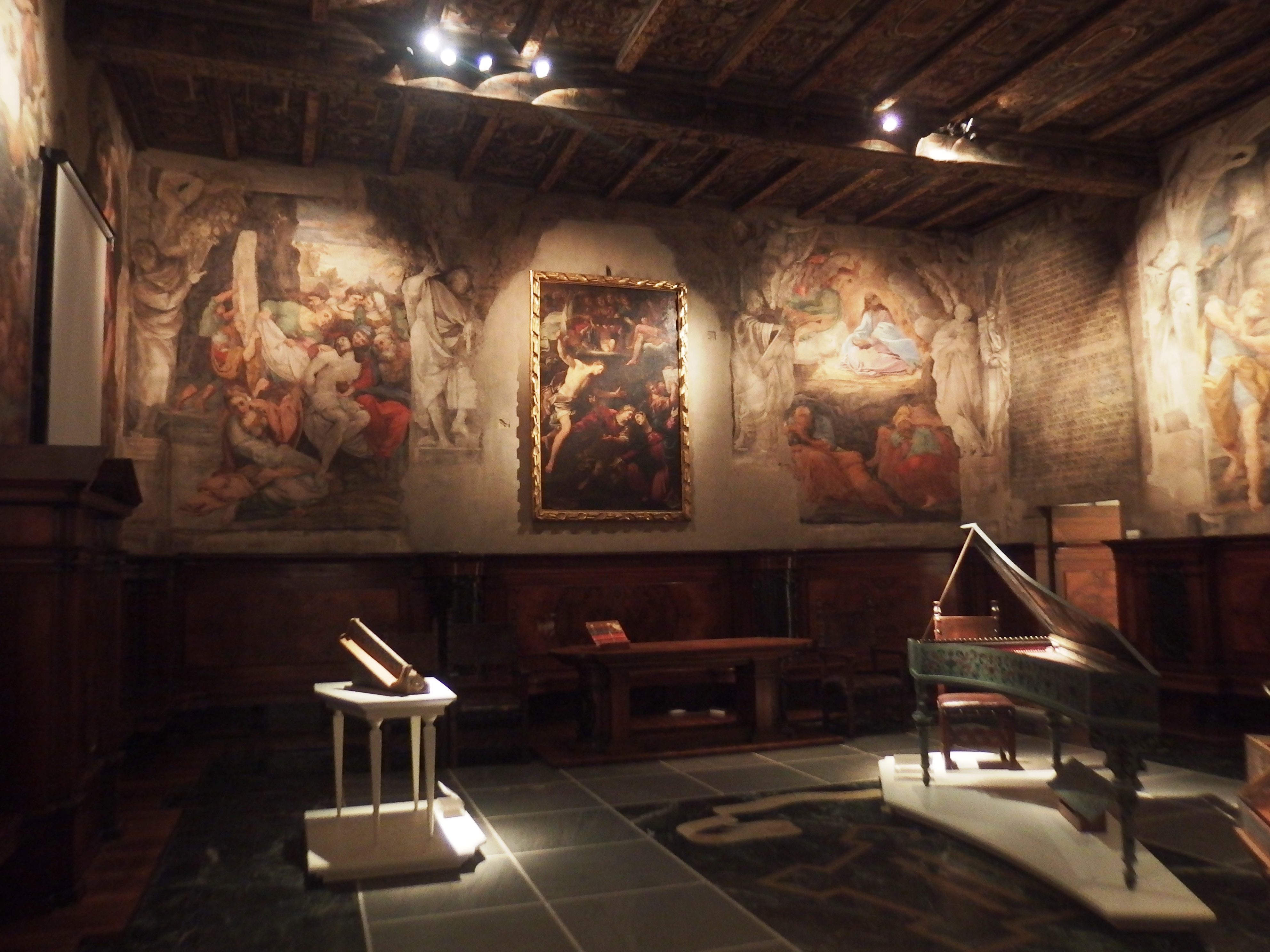
Musée dans l'église de San Colombano à Bologne - Collection Tagliavini (2016).

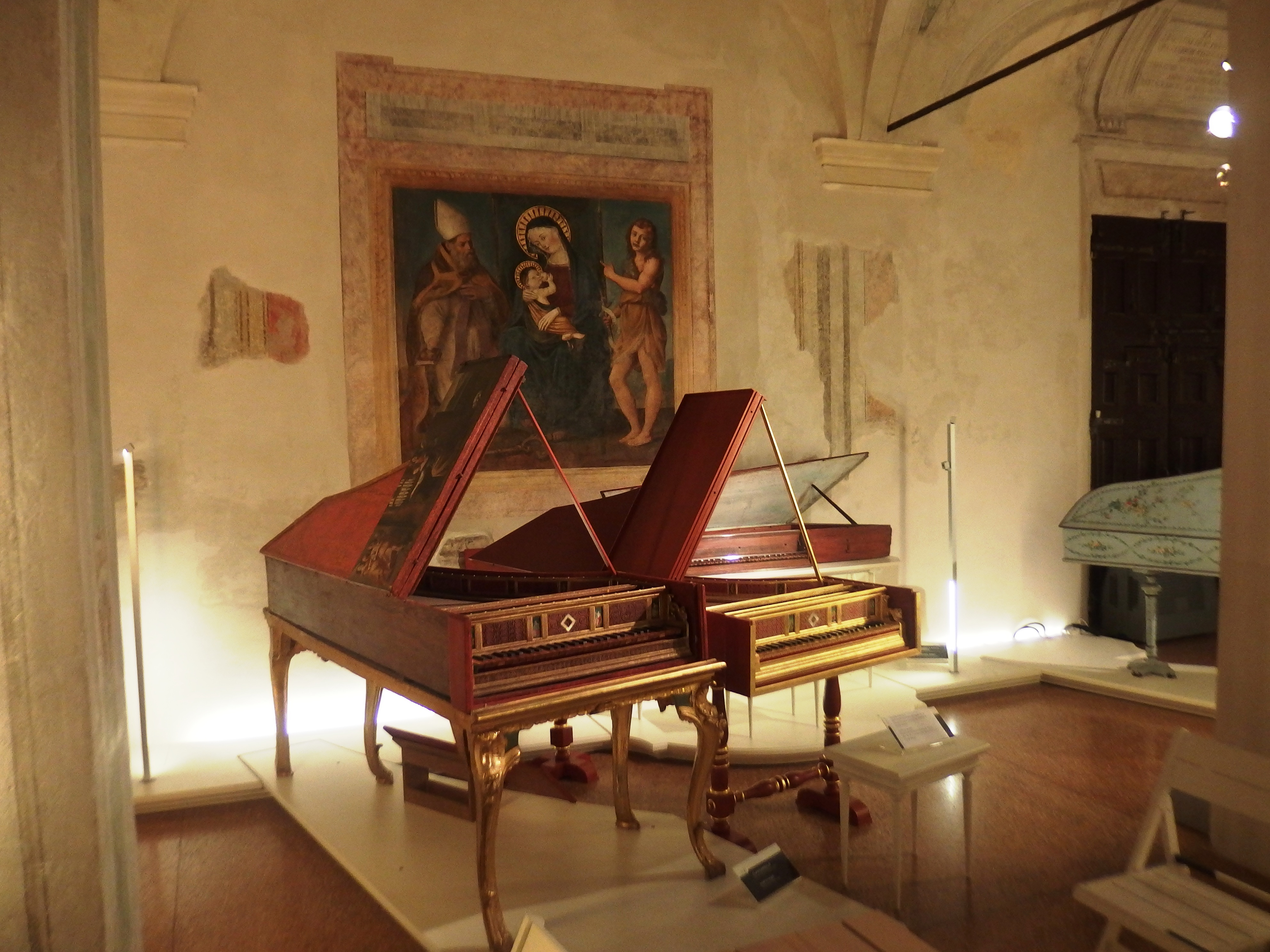
Clavecins dans le musée de l'église de San Colombano à Bologne - Collection Tagliavini (2016).

Luigi Ferdinando Tagliavini (Bologne, 7 octobre 1929 – Bologne, 11 juillet 2017), est un organiste, claveciniste, musicologue et compositeur italien.

## Biographie
De 1947 à 1952, Luigi Ferdinando Tagliavini étudie la musique au Conservatoire Giovanni Battista Martini de Bologne avec Ireneo Fuser (orgue), Napoleone Fanti (piano) et Riccardo Nielsen (composition). Puis il se perfectionne à l'orgue avec Marcel Dupré à Paris (1947–1952). En 1951, il est fait docteur en musique de l’université de Padoue avec une thèse sur les cantates de Bach, thèse publiée à Padoue en 1956.
De 1952 à 1954, il enseigne l'orgue au conservatoire de Bologne, dont il dirige la bibliothèque de 1953 à 1960. De 1954 à 1964, il enseigne au conservatoire de Bolzano. En 1964, il est nommé professeur à Parme. En 1965, il donne des cours de musicologie à l’Université de Fribourg en Suisse ; en 1971, il devient professeur en titre et directeur de l’Institut de musicologie de la même université dont il est professeur émérite depuis 2000. Il enseigne également dans de nombreuses académies internationales de musique (Haarlem, Innsbruck, Pistoia, Fribourg, etc.).
Il a formé plusieurs clavecinistes et organistes tels que Frank Agsteribbe.
Il dirige la revue L’Organo, fondée à Bologne en 1960 avec Oscar Mischiati et rédacteur des Monumenti di musica Italiana (Milan). Il a également publié les sonates pour orgue de Zipoli et des œuvres de Frescobaldi. Il s'est consacré à des recherches fondamentales sur la littérature de l'orgue et aux techniques d'exécution.
Tant à l’orgue qu’au clavecin, il exerce une intense activité de concertiste en Europe comme en Amérique. Ses enregistrements à deux orgues avec Marie-Claire Alain sont célèbres.
Il se voue activement à la sauvegarde et à la restauration des orgues historiques (l'un des premiers en Italie) et possède une importante collection d’instruments à clavier anciens à Bologne.
Il meurt en juillet 2017.

## Honneurs
- 1974 - Médaille d’or « benemerito della cultura » du ministère italien de l’Instruction Publique.
- 1982 - Médaille d’or « Tiroler Adler » du gouvernement du Tyrol (Autriche).
- 1985 - « Organiste de l’année » par l’American Guild of Organists de New York.
- 1991 - Les critiques musicaux italiens lui décernent le prix « Massimo Mila ».
- 1996 - L’université d'Édimbourg lui décerne un doctorat honoris causa en musique.
- 1992 - Il devient membre de l’Académie nationale Sainte-Cécile à Rome.
- 1996 - Le Royal College of Organists de Londres lui donne le titre honoraire de Fellow.
- 1999 - L’université de Bologne lui décerne un doctorat honoris causa en « arts, musique et spectacle »
- Mars 2000 - Il est nommé citoyen honoraire de la ville de Dallas au Texas.
- 2000 - Il reçoit le titre de professeur émérite à l’université de Fribourg en Suisse.

## Œuvre

### Composition
- Passacaille sur un thème de Hindemith, pour orgue (1954).

### Écrits
De nombreux ouvrages musicologiques, consacrés particulièrement à l’interprétation de la musique ancienne.
- Studi sui testi delle cantate sacre di J. S. Bach, thèse de doctorat à l’université de Padoue (1951, pub. 1956)
- « Note introduttive alla storia temperamento in Italia », L'organo, xviii (1980), p. 3–13
- Remarks on the Compositions for Organ of Domenico Scarlatti, Bach, Händel, Scarlatti: Tercentenary Essays, éd. P. Williams (Cambridge, 1985), p. 321–325
- (it) Luigi Ferdinando Tagliavini et J. H. van der Meer (catalogue d'exposition, Chiesa di San Giorgio in Poggiale, 1er novembre-21 décembre 1986), Clavicembali e spinette dal XVI al XIX secolo : collezione L.F. Tagliavini, Bologne, Cassa di Risparmio, coll. « Collezioni d'arte e di documentazione storica », 1986, 243 p. (OCLC 312723055)

### Éditions critiques
- 3 opéras de jeunesse de Mozart : Ascanio in Alba, Betulia liberata et Mitridate, re di Ponto, Kassel (1956, 1960, 1966).
- Domenico Zipoli, Sonate d’Intavolatura per Organo e Cimbalo (1716), Heidelberg (1959).
- avec O. Mischiati : Girolamo Frescobaldi: Opere complete, I: Due messe: a otto voci e basso continuo, Monumenti musicali italiani, Milan, (1975).